# Länsväg 356
De Zweedse weg 356 (Zweeds: Länsväg 356) is een primaire lansväg tussen Älvsbyn en Morjärv. De weg is ongeveer 116 kilometer lang en loopt ongeveer 25 kilometer vanuit de kust van de Botnische Golf. Andere plaatsen die men tegenkomt zijn Niemisel, Skogså en Boden. De Haparandalijn loopt tussen Niemisel en Morjärv parallel aan de weg, onderweg kruist men vele kleine riviertjes.

## Plaatsen langs de weg
- Älvsbyn
- Vändträsk
- Boden
- Skogså
- Inbyn
- Åskogen
- Notträsk
- Niemisel
- Morjärv

## Knooppunten
- Länsväg 374, Riksväg 94: start gezamenlijk tracé, bij Älvsbyn (begin)
- Riksväg 94: einde gezamenlijk tracé, bij Älvsbyn
- Riksväg 97: gezamenlijk tracé, bij Boden
- Länsväg 383 bij Boden
- E10 bij Morjärv (einde)